# Kunstmuseum Kyōto

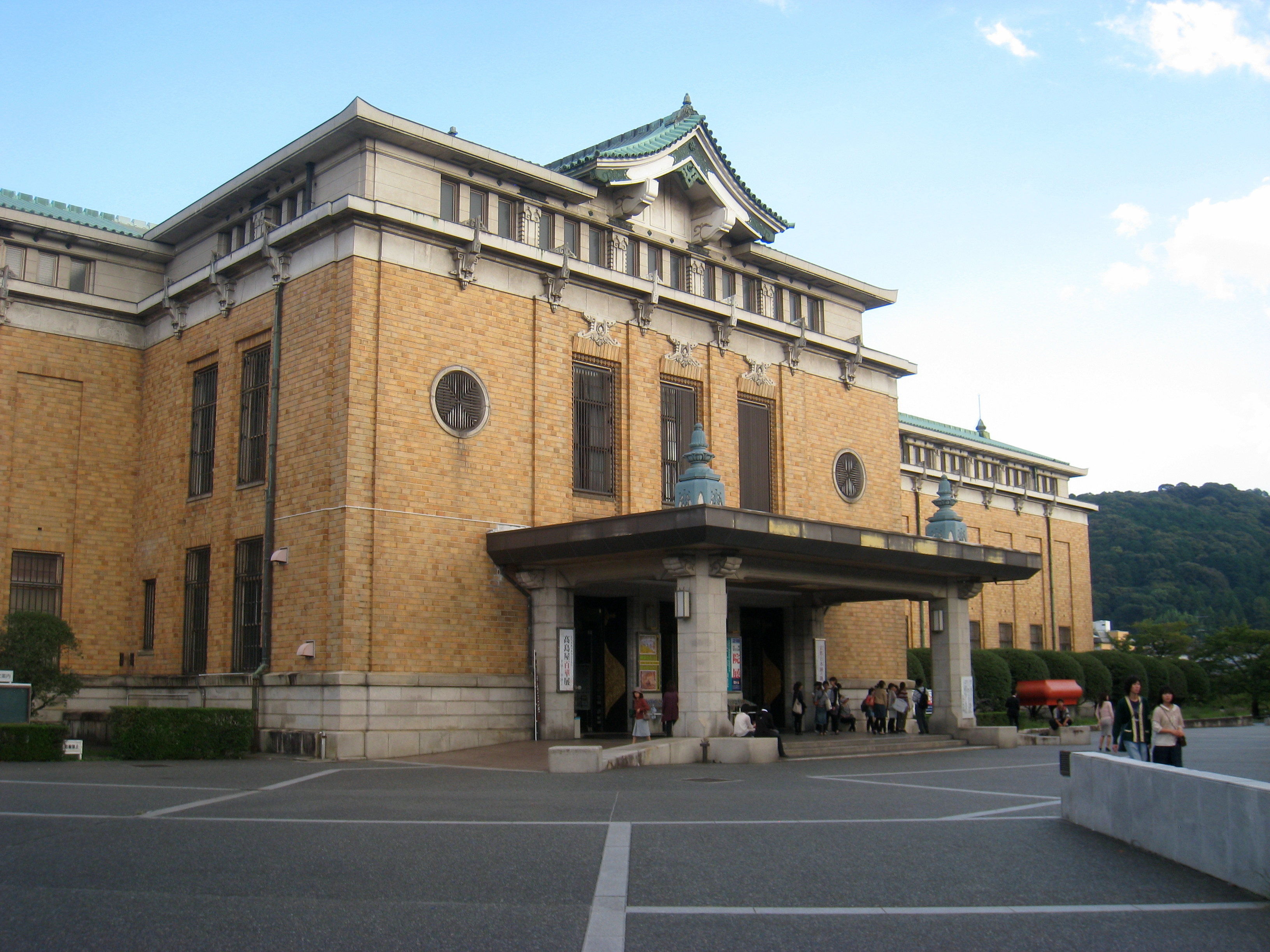
Kunstmuseum Kioto

Das Kunstmuseum Kyōto (japanisch 京都市美術館, Kyōto-shi bijutsukan) ist ein Museum für Bildende Kunst der Gegenwart in Kioto. Es befindet sich in unmittelbarer Nähe des Nationalmuseums für moderne Kunst.

## Übersicht
Das Kunstmuseum Kyōto wurde von der Stadt im Jahr 1933 eröffnet. Es ist in erster Linie für die Aufnahme von Wechselausstellungen gedacht, verfügt aber auch über eine eigene Sammlung japanischer Malerei aus dem 20. Jahrhundert. Die Sammlung umfasst Gemälde, Bildhauerarbeiten und Kunstgewerbe, wobei die Gemälde im „japanischen Stil“ der Kyōto-Schule den Schwerpunkt ausmachen.
Das besitzt unter anderem Werke von folgenden Künstlern:
- Malerei im Nihonga-Stil:
- Shiokawa Bunrin (塩川 文麟; 1808–1877)
- Kono Bairei (1844–1895)
- Imao Keinen (今尾 景年; 1845–1925)
- Takeuchi Seihō (1864–1942)
- Tsuji Kakō (1871–1931)
- Yamamoto Shunkyo (1872–1933)
- Uemura Shōen (1875–1949)
- Nishimura Goun (1877–1938)
- Konoshima Ōkoku (1877–1938)
- Kikuchi Keigetsu (1879–1955)
- Nishiyama Suishō (1879–1958)
- Hashimoto Kansetsu (1883–1945)
- Kobayashi Kokei (1883–1957)
- Tsuchida Bakusen (1887–1936)
- Murakami Kagaku (1888–1939)
- Fukuda Heihachirō (1892–1974)
- Uda Tekison (1896–1980)
- Itō Hakudai (1896–1932)
- Gotō Teinosuke (後藤 貞之介; 1905–1958)
- Malerei im Yōga-Stil:
- Asai Chū (1856–1907)
- Itō Yasuhiko (伊藤 快彦; 1866–1943)
- Kanokogi Takeshirō (1874–1941)
- Ōta Kijirō (太田 喜二郎; 1883–1951)
- Hasegawa Yoshio (長谷川 良雄; 1884–1942)
- Kitawaki Noboru (1901–1951)